# 2310 Olshaniya
A 2310 Olshaniya (ideiglenes jelöléssel 1974 SU4) a Naprendszer kisbolygóövében található aszteroida. Ljudmila Zsuravljova fedezte fel 1974. szeptember 26-án.